# 封隆之
封隆之（485年—545年），字祖裔。小名皮。渤海蓨縣（今河北景縣）人。

## 生平
封隆之性寬和，有才華，初為奉朝請，歷官司徒主簿、河南尹丞。永安中期，擔任撫軍長史、龍驤將軍、河內太守。天平初年，为侍中。韓陵之戰中，高歡令隆之留守鄴城。
封隆之曾私下對高歡說：“斛斯椿等今在京师，必构祸乱。”後來封隆之跟仆射孫騰一起去向寡婦元明月（皇帝元修的堂姊）求婚，元明月挑中了英俊的封隆之，孫騰嫉妒，就去對斛斯椿洩露了封隆之進諫一事。斛斯椿大怒去向元修構陷封隆之，封隆之害怕，只得逃跑回鄉。高歡得知後，將他召往晉陽。不久孫腾带仗入省，擅杀御史，惧罪，也逃去晉陽投奔高欢。元明月則成了元修的情婦，後來被帶去投奔宇文泰，雙雙被殺。
興和初年，又為侍中。武定三年（545年），在官任上去世，享年六十一歲。贈司徒，加贈太保，諡曰宣懿。皇建元年十一月庚申（560年12月15日），齐孝昭帝高演诏令将封隆之等十二人合祭于高欢的宗庙之中。

## 家世
- 高祖：封懿，字处德，燕左民尚书、德阳乡侯，魏都坐大官、章安子。子封玄之、封虔之
- 曾祖：封勗，字虔之，太原王国左常侍，夫人中山郎氏，子封魔奴
- 祖父：封魔奴（磨奴），字君明，北魏宦官，官怀州刺史，赠使持节平东将军、冀州刺史、勃海郡公，谥曰定。继子封回
- 父亲：封回，字叔念，渤海太守封鉴第五子，继从叔封魔奴为子。河阴之变中遇害（528年），赠司空公，谥曰孝宣。子封隆之、封兴之、封延之
- 次弟：封兴之，字祖胄，赠殿中尚书、雍州刺史，谥曰文。子封孝琬、封孝琰。
- 三弟：封延之，字祖业，赠尚书左仆射、司徒公，谥文恭。子封纂。
- 妻：祖氏，早逝，538年追赠范阳郡君
  - 长子：封子绘，字仲藻，小名搔。
    - 长孙：封宝盖
    - 次孙：封宝相

  - 次子：封子绣

## 延伸阅读
[在维基数据编辑]
 《北齊書/卷21》，出自李百药《北齊書》